# Aneflomorpha wappesi
Aneflomorpha wappesi là một loài bọ cánh cứng trong họ Cerambycidae.